# 费尔南多·索拉纳斯
费尔南多·索拉纳斯（西班牙語：Fernando Solanas，1936年2月16日—2020年11月6日），阿根廷電影導演、编剧，曾任参议院议员。

## 生平
1936年2月16日生于阿根廷布宜诺斯艾利斯省奧利沃斯。1968年執導個人首部電影《燃火的时刻》，並提出第三電影的概念。1985年，紀錄片《探戈，加德爾的放逐》獲第42屆威尼斯影展評審團特別獎。1988年，以《南方》获得第41届坎城影展最佳導演獎。1999年，擔任第21屆莫斯科影展評審團成員。2004年，獲得柏林影展終生成就金熊獎。2019年，获印度第24届喀拉拉邦国际电影节终身成就奖。
他也积极从事政治活动。1975年因谴责军政府统治而流亡法国巴黎。1983年劳尔·阿方辛上台恢复民主后回国。1993年至1997年以及2009年至2013年，担任阿根廷众议院议员。2013年至2019年，担任参议院议员。2007年，他参加总统选举，以1.6％的选票位居第五。2020年7月，赴巴黎出任阿根廷常驻联合国教科文组织代表。
2020年11月6日因感染2019冠状病毒病在巴黎逝世。